# Doratulina nitobei
Doratulina nitobei är en insektsart som beskrevs av Matsumura 1914. Doratulina nitobei ingår i släktet Doratulina och familjen dvärgstritar. Inga underarter finns listade i Catalogue of Life.